# Erich Hylla
Erich Hylla, född 9 maj 1887, död 5 november 1976, var en tysk pedagog och psykolog.
Hylla ägnade sig särskilt åt folkskolans undervisningsmetoder och bidrog verksamt till att utforma den metodik, som under början av 1900-talet styrde tysk folkskoleundervisning.